# El Espectro
El Espectro es un antihéroe ficticio publicado por la editorial estadounidense DC Comics. Su primera aparición fue en la revista More Fun Comics #51 (enero de 1940) y recibió su primera historia principal en el número 52 (febrero de 1940). Es una entidad cósmica con los poderes de un dios. Fue creado por Jerry Siegel y Bernard Baily, aunque varias fuentes atribuyen el crédito exclusivo a Jerry Siegel, limitando a Baily a ser únicamente el artista asignado.

## Premisa sobre el personaje: su pasado
Al principio, el ser conocido como "La Presencia", ha sido la que ha estado por encima del todo. Tal era la naturaleza de "La Presencia" que sus aspectos tenían nombres e identidades propias. Bajo su liderazgo, algunos de estos aspectos se encargarían para crear ciertas funciones y deberes. Entre ellos estaban la Ira, llamada Eclipso, su misericordia, llamada Radiante, y la Venganza, llamada El Espectro.
Tres segundos después de la creación, hubo una rebelión en el paraíso. Una banda rebelde de ángeles dirigida por el ángel caído Lucifer Morningstar intentaba arrebatar el control del Cielo a la Presencia. Como castigo, fueron arrojados al infierno, allí se convirtieron en seres que los hombres mortales conocían como demonios. Con el tiempo, uno de los demonios, una criatura llamada Aztar, vino a arrepentirse al cielo por su intento de rebelión, buscando el perdón de "La Presencia"; La leyenda en el infierno dice que él era un príncipe entre los condenados. Aztar llegó ante las puertas del cielo, donde fue recibido por el arcángel Miguel. Se postró ante Miguel, reconociendo su mal comportamiento y su responsabilidad por lo que había hecho, y se ofreció a cualquier castigo que "La Presencia" eligiese imponer. El juicio de "La Presencia" sobre Aztar fue que se convertiría en un recipiente para un aspecto de lo Divino: la ira divina de Dios. La memoria y la conciencia de Aztar serían borradas de la existencia. Aztar aceptó con pesar, con la esperanza de que algún fragmento de lo que alguna vez le permitiesen volver a ser. La Ira de Dios entró en Aztar, quemando todo lo que había sido, transfigurando los restos de su forma en la Fuerza conocida como El Espectro.
Quizás esto podría darse eones más tarde, pero la futura unión entre Aztar y Jim Corrigan, el entonces anfitrión del Spectre, vio una visión de la transformación de Aztar, enterrado profundamente en el ser del Espectro. Este Espectro primario fue el que castigó a Caín por el asesinato de su hermano Abel, poniendo una marca sobre Caín para que nadie lo matara. Debido a este suceso, Caín buscaría vengarse del Espectro y, a través de él, de la misma Presencia. Cuando Eclipso cayó en la maldad, era el deber del Espectro primordial imponer el castigo. Este Espectro primario despojó a Eclipso de su rango y privilegios, dividiéndole en pedazos y repercutiendo el poder de Eclipso al ser preso en fragmentos dentro de un diamante negro conocido como el Corazón de la Oscuridad.
Fue ese Espectro Primordial, con la Fuerza como Espectro, la que destruyó Sodoma y Gomorra, el que humilló al Faraón y mató al primogénito de Egipto. La ira divina fue la explosión que derribó los muros de Jericó y detuvo al sol en su camino. Durante siglos, la ira de Dios castigó y humilló a la humanidad hasta el nacimiento de Jesús de Nazaret. Desde ese instante, la Divina Ira fue arrojada al Limbo, porque la venganza y el perdón de Dios no podían caminar juntos en el mismo plano.
Cuando Jesús murió en la cruz, la ira divina volvería a ser liberada de su exilio y buscó venganza sobre la humanidad por la muerte de Cristo. Fue interrumpido por el arcángel San Miguel, quien le informó a la Divina Ira, que debido al ejemplo dado por Cristo, todos los aspectos de Dios debían estar ahora vinculados a las almas humanas, según lo decretado por el mismo Dios. "La Ira" resistiría, luchando poderosamente, pero Michael no le fue negado, por lo que fue capaz de forzar a la Ira a ceder. Luego buscó el alma de una persona que tenía sed de una rápida y mortal justicia vengativa.
En la India, un hombre llamado Chakara y su familia fueron asesinados por la bruja Lady Beltane. En el limbo entre planos de realidad, Chakara clamó por justicia. El arcángel, San Miguel, se le apareció en la forma de la diosa Kali. Michael le preguntó a Chakara si estaría dispuesto a negociar el descanso de su alma por la oportunidad de vengar la muerte de su familia. Chakara estuvo de acuerdo, y su alma se mezcló con la esencia de la ira divina. Así, Chakara se convertiría en el primer y verdadero Espectro, un fantasma asesino que buscaba la justicia e iluminación. Chakara desconocía el verdadero origen de la Fuerza Espectro como una entidad divina; creía que era un alma humana a la que se le había otorgado poder divino. Eventualmente, Chakara dejaría su misión, seducido por un demonio. Como castigo, fue despojado de la Fuerza del Espectro y atado al demonio que lo había seducido, convirtiéndose en Azmodel, quien juró vengarse de todas las siguientes encarnaciones que poseyeran al Espectro en las siguientes generaciones.
A lo largo de los siglos, hubo muchos que se unieron a la Ira Divina para convertirse en el Espectro, escogidos entre aquellos que se habían encontrado con muertes injustas, y que buscaban venganza. Como Chakara antes que ellos, ninguno de los Espectros era consciente de que la Ira Divina era una entidad separada por derecho propio, creyendo que se les había otorgado el poder de venganza. Ninguno de estos Espectros anteriores operó a ojo del público, y ninguno ganó reconocimiento mundial.
Sin embargo, eso cambiaría hacia la década de 1940, cuando el detective Jim Corrigan se convertiría en el último anfitrión para el Espíritu de la Venganza.

## Biografía de la publicación

### El Espectro de la Edad de Oro
El Espectro apareció en More Fun Comics #52 (febrero de 1940) cuando el duro policía Jim Corrigan, en su camino a su fiesta de compromiso con Clarice, fue asesinado al ser metido en un barril (que luego fue rellenado con cemento) por unos misteriosos hombres, y por consiguiente éste se ahogó y murió. Fue negada la entrada a la otra vida a su espíritu. Sin embargo, en lugar de ser enviado de vuelta a la Tierra, una misteriosa entidad a la que se refirió a sí misma como La Voz, lo envió con la misión de eliminar el mal. Vio su cuerpo cuando éste se le apareció al fondo de la costa donde yacía tirado su cadáver.
El Espectro empezó buscando venganza sangrienta contra los asesinos de su nuevo huésped, Jim Corrigan, de una muy macabra forma, sobrenatural y sombría. Uno de ellos llegó cadáver antes de que éste fuese alcanzado, esa fue su primera aventura inicial. Jim Corrigan creó su firma con su traje, interrumpiendo su romance con Clarice. Aun así sigue siendo Jim Corrigan, asumiendo la identidad secreta del espectro cada vez que lo necesita. En algún momento se le ofreció la posibilidad de renunciar a ser el portador del Espectro, quizás porque es una misión imposible de eliminar todo el mal existente, por lo que decidió rechazarlo. Esta historia original tomó 3 números de la serie.
El Espectro finalmente obtuvo la membresía de formar parte del primer equipo de superhéroes jamás visto, la Sociedad de la Justicia de América en la revista All-Star Comics. Jim Corrigan sería resucitado en More Fun Comics #75 (enero de 1942), después de que la forma fantasmal del Espectro entrara y saliera de su cuerpo, aunque también funcionaría de forma independiente. De vez en cuando, el Espectro fue sometido a "ocurrenciales invocaciones ocultas", tales como invocaciones temporales que le permitían viajar atrás en el tiempo que generalmente se daban sin ninguna explicación.
A mediados de la década de 1940, la popularidad de los cómics de superhéroes empezó a declinar y el Espectro se redujo a jugar el papel de ángel de la guarda de un personaje torpe llamado Percival Popp, el super policía, que apareció por primera vez en el More Fun Comics #74 (diciembre de 1941). Cuando Corrigan se alistó en el ejército y partió para servir en la Segunda Guerra Mundial, en el More Fun Comics #90 (de abril de 1943), el Espectro se convirtió un ser invisible permanentemente, convirtiéndose en un personaje secundario en su propia serie. La última entrega de la presentación formal del personaje fue en la edición de la revista More Fun Comics #101 (febrero de 1945), y el Espectro hizo su última aparición con el grupo de superhéroes de la Sociedad de la Justicia de América más o menos al mismo tiempo que se dio en el All-Star Comics #23 (invierno de 1944 a 1945).

### La Edad de Plata
A mediados de los años 1950 y 1960, conocido como el período de la Edad de Plata de los cómics, el editor de DC Comics Julius Schwartz revivió el personaje del Espectro, y volvió al papel como espíritu vengador fantasmal, comenzando en la revista Showcase #60 (febrero de 1966). De acuerdo al escritor de cómics Gardner Fox y dibujante Murphy Anderson, su potencial como personaje se incrementó enormemente y, a veces se acercaba al nivel de la omnipotencia (es decir, al nivel cercano a Dios). Una retrospectiva en una revista de 1987, sobre él se dijo esta nueva personalidad y poderes se habían anunciado inicialmente como parte de un team-up con el Doctor Medianoche. Después de una miniserie limitada de tres números en Showcase, el Espectro aparecería como superhéroe en las historietas del equipo de la Liga de la Justicia de América #46-47 (septiembre-octubre de 1966), estando el equipo en marcha, el grupo de personajes principales y sus contrapartes antecesores de 1940, fue en dicho año en que por primera vez la Liga de la Justicia y la Sociedad de la Justicia de América (que también había sido escrito por Fox) formaban un equipo en conjunto en varias aventuras. Unos meses más tarde, él co-protagonizaría junto con los personajes de la Edad de Plata con Flash en la serie regular The Brave and the Bold #72 (julio de 1967). El espectro finalmente obtendría su propio título en solitario, estrenándose en diciembre de 1967, al mismo tiempo y casi simultáneamente haría una segunda aparición en The Brave and the Bold #75 (enero de 1968), esta vez haciendo equipo con Batman. En la serie El Espectro, los créditos creativos variaron ampliamente en los primeros 10 números publicados, tal vez con la participación más notable del entonces recién llegado a los cómics y futura leyenda de la industria de los cómics Neal Adams, que participó de las ediciones #2 al #5 (y también escribió #4 y el #5). Para sus dos últimas ediciones, el cómic pasó a convertirse en una antología de los cómics de terror, con su personaje principal siendo un poco más que un personaje/narrador en varias historias cortas de algunos títulos importantes.El Espectro había entonces sufrido el mismo problema que provocó disgustó con la serie de la Edad Dorada: Se volvía a escribir un tipo de historias más que significativas al utilizar un personaje que era prácticamente omnipotente. Finalmente, el fin de la serie se trasladaria a los acontecimientos que marcaron en el cómic de la Liga de la Justicia #83 (agosto de 1970), cuando se producía en el clímax de otro cruce entre la JLA y la JSA, el fantasmal guardián (como la editorial lo apodaba) aparentemente parecía ser destruido. Su cameo en una reunión conjunta de los dos equipos en el número anterior generó especulaciones entre los fanáticos sobre cómo llegó allí y como terminó siendo encarcelado en una cripta, tal como fue encontrado y posteriormente liberado por el Doctor Destino en la serie de la Liga de la Justicia de América #83).)

### La Edad de Bronce
En la década de 1970, DC revivió una vez más al espectro para una serie de antología sobre superhéroes llamada Adventure Comics. A partir de la página #12 de la revista tuvo una microhistoria titulada La Ira de... El Espectro en la edición #431 (febrero de 1974). el escritor Michael Fleisher, y el artista Jim Aparo, produjo 10 historias cortas en la edición de Adventure Comics #440 ( julio de 1975) por lo que se convirtió en una historia polémica al ser demasiado horrible la historia, así como la ausencia de las escenas de sangre y violencia. El historiador de cómics Les Daniels sobre el personaje del Espectro había:

Dado una nueva oportunidad en su vida después de que el editor Joe Orlando había sido asaltado y con base a su experiencia personal decidió que el mundo necesitaba a un superhéroe de verdad implacable. El personaje se convirtió en una forma de espíritu de la venganza... 

...por eso, rápidamente ello convirtió en un motivo de controversia. Las historias de Joe Orlando y la del escritor Michael Fleisher, hicieron hincapié en los terribles destinos de los criminales que tuvieron que enfrentar con las del propio Espectro. El código de autocensura de los cómics, el denominado Comics Code Authority había sido recientemente liberado de sus reglamentaciones, pero esta serie seguía empujado sus restricciones al límite, a menudo mostrando a los malhechores los transformaba en objetos inanimados y luego los destruía completamente. El arte de Jim Aparo mostró a los criminales transformándolos en cualquier cosa, desde vidrios rotos hasta velas que se derriten, pero Fleisher se apresuró a señalar que muchas de sus herramientas más extrañas habían sido publicadas en historias anteriores décadas antes.
En la columna de cartas que se publicaba en la última página de la serie, algunos admiradores indicaron el malestar contra esta representación. En la edición Adventure Comics #435 (octubre de 1974), Fleisher introdujo un personaje que compartía sus preocupaciones, un reportero llamado Earl Crawford. Debido a esto, la serie fue cancelada con los últimos guiones escritos, pero aún sin ser dibujados. Varios años más tarde, estos capítulos restantes fueron dibujados por Jim Aparo, con la letra y entintado por otros autores, y publicándose en el último número de Wrath of the Spectre, una miniserie de cuatro números de 1988 comunicando en el que publicarían las diez historias originales de Fleisher y Aparo en la primera de las tres historias, y tres historias recién elaboradas. Fleisher había declarado que en 1980 que sólo dos de los guiones se quedaron sin terminar. El Spectre también hizo una aparición especial en el Doctor Trece como invitado en la serie Ghosts #97–99 (feb.-abril de 1981), y volvería hacer apariciones esporádicas y periódicas en otros títulos de DC como The Brave and the Bold, DC Comics Presenta y el All-Star Squadron.
Posteriormente se lanzaría una nueva serie sobre El Espectro que estaba prevista para ser lanzada en 1986, con Steve Gerber como escritor y Gene Colan como dibujante. Sin embargo, Gerber se perdió la fecha límite para publicar el primer número producto de que él pudiese ver el último día de rodaje de la película Howard el pato, ya que este asesoraba la producción, y DC canceló la serie como tal debido a tal suceso.

#### Crisis en las Tierras Infinitas (1985-1986)
Entre los muchos cambios importantes realizados a los personajes de DC Comics durante la última mitad de la década de 1980 a raíz de la miniserie de 12 partes llamada Crisis on Infinite Earths, El Espectro jugó un importante papel en donde este luchó contra el Antimonitor frente a frente y con parte de sus poderes anulados. Antes de este suceso, el espectro se revela que estuvo custodiando la entrada al infierno según lo contado en la historia del cómic Anual de La Cosa del Pantano, escrito por Alan Moore y los artistas Stephen R. Bissette y John Totleben. Luego, en la conclusión de la serie de Moore en el arco American Gothic en la serie habitual de Swamp Thing, El Espectro es derrotado por una gran bestia del mal. A continuación de esta historia, en un especial sobre los últimos días de la Sociedad de la Justicia de América, El Espectro no puede resolver un problema y es castigado por Dios por su fracaso.
En su cuarto cómic en solitario y segundo cómic homónimo, El Espectro, escrito por Doug Moench, Corrigan se convirtió en la figura central de esta historia de ocultismo, donde Jim es ahora un detective privado de una agencia. Los poderes del Espectro se redujeron de manera significativa, inclusive el poder de salir del cuerpo de Corrigan, lo cual significó que fuese doloroso para ambos. Esta serie finalizó con la edición #31 (noviembre de 1989). Unos meses después, El Espectro tendría un cameo en una historia del escritor Neil Gaiman en su famosa serie Los libros de la magia, una miniserie de cuatro números protagonizada por varios personajes ocultos de DC en el sello Vértigo.

### Edad Moderna
Tres años después de la cancelación de la versión de Doug Moench, El Espectro se le fue dado de nuevo su propia serie, esta vez escrita por el escritor y ex-estudiante de teología John Ostrander, que lo eligió para volver a examinar el origen del Espectro en sus aspectos tanto como la furia vengadora encarnada en el brutal asesinado y policía de la década de los años 1930, Jim Corrigan.
Ostrander coloca al Espectro en situaciones más complejas, moralmente ambiguas que plantean ciertas cuestiones éticas, como por ejemplo es: ¿Qué venganza debe ser forjada para una mujer que mató a su abusivo marido en un sueño? Otros dilemas notables incluyen, entre otros: La pequeña (ficticia) nación de Moldava, una historia en la que vivía un eterno ciclo de guerra civil sin fin, de limpieza étnica, retribución y disputas mortales han perdurado durante siglos. El Espectro respondería al juzgar a toda la nación como culpables, arrasando la tierra y matando a toda la población a excepción de dos políticos opuestos, uno de ellos siendo el supervillano el Conde Vértigo. Una historia se basó en una ejecución de un hombre que esperaba ser sentenciado a muerte luego de que había sido condenado de manera injusta-. Su sentencia de muerte fue conmutada a cadena perpetua después de que El Espectro amenazara con matar a toda la población del estado de Nueva York como retribución, con el argumento de que si la ejecución se llevase a cabo, el pueblo del estado de Nueva York se convertiría en culpable de asesinato a sus ojos. otro caso fue el de una mujer de 90 años de edad que había pasado toda su vida tratando de expiar el único asesinato que había cometido en secreto en la década de 1920, El Espectro la encontró en su lecho de muerte.
Ostrander también agregó varios nuevos conceptos en las historias del Espectro: Reveló que el Espectro estaba destinado a existir como la encarnación de la furia de Dios y Jim Corrigan era más que el último espíritu humano asignado para guiarlo mientras existiese en la Tierra. También se demostró que el Espectro era un ángel caído llamado Aztar, en la que había participado en la rebelión de Lucifer, pero luego éste se arrepintió, por lo que ahora sirve como la encarnación de la furia de Dios, lo cual lo convirtió como su penitencia.
Además, El Espectro no era la primera encarnación de la furia de Dios, también fue el reemplazo para el personaje anteriormente menor de DC, Eclipso. Ostrander optó por presentar esto como una distinción entre la búsqueda de la venganza de Espectro y la búsqueda de Eclipso por la venganza. En un contexto histórico, Eclipso fue responsable de la inundación bíblica, mientras que el Espectro era el ángel de la muerte que mató a los hijos primogénitos egipcios. Espectro y Eclipso habrían luchado en numerosas ocasiones a través de la historia, pero ninguna de estas entidades ha podido ser totalmente destruida.
El Artista Tom Mandrake en el #55 de los 62 números publicados de la serie, una nueva versión de la talla del Espectro, una de los cuales nunca se había visto, a veces llegando a ser casi una obra épica de horror tradicional en los cómics de horror de los años 1950.
Así como El Espectro también había desempeñado un papel fundamental en la Crisis on Infinite Earths y la secuela Hora Cero, en ambos casos, en la lucha final contra el villano principal (llámese el Antimonitor como Parallax respectivamente) el Espectro era el único héroe capaz de levantarse contra los villanos de manera directa, permitiendo que una vez más los héroes planearan una estrategia final que destruiría finalmente a los villanos de una vez por todas. Aunque todas estas versiones son generalmente consideradas como las historias de la Tierra-2 del Pre-Crisis multiverso DC, la misma continuidad comenzó como tal durante la Edad de Oro, una versión de la Tierra-1 del El Espectro demostró haber tenido una aventura con el equipo de Batman y Superman en unas cuantas ocasiones.

#### Hal Jordan, el Espíritu de la Redención
Con el tiempo, el alma de Jim Corrigan va encontrando la paz. El Espectro poco a poco empieza a abandonar su huésped original, y Jim Corrigan pasa a la otra vida. El papel del Espectro es asumido después por el entonces Ex-Linterna Verde y antiguo poseedor de la entidad del miedo Parallax, Hal Jordan. Durante los acontecimientos de la saga El Día del Juicio, una historia escrita por Geoff Johns, en la que relata de como un ángel caído intenta obtener el poder del Espectro. Corrigan se le había pedido que volviera a poseer al Espectro, pero se niega ya que este finalmente ha encontrado la paz. El Espectro elige a Jordan a regañadientes como su nuevo huésped porque Jordan busca expiar sus acciones realizadas al universo como el villano Parallax. Su siguiente aparición fue en un arco en el que se relata la historia de cuatro partes en Leyendas del Universo DC # 33-36. Un nuevo volumen del El Espectro entra en publicación, siendo su cuarto volumen, escrito por J.M. DeMatteis, Jordan divide la misión del espectro entre la venganza y una de redención, y haciendo apariciones en otras partes y series del Universo DC, como asesorando a Superman durante la historia del "Emperador Joker" o ayudando a Wally West a mantener a su familia segura borrando el conocimiento público de su verdadera identidad.
En una historia de 2001 en las páginas de Flecha Verde la historia de "Quiver" (escrita por Kevin Smith) y el arco final de la historia de Supergirl, Many Happy Returns (escrita por Peter David ), reveló que el Espectro (Hal Jordan) es consciente de los acontecimientos de Crisis on Infinite Earths. Él se convierte en uno de los pocos personajes del Universo DC con este conocimiento.
Después la cancelación del cuarto volumen de la serie El Espectro, Jordan se vio obligado a regresar, de manera temporal, a la misión como El Espectro de la venganza, a raíz de un enfrentamiento entre la nueva Sociedad de la Justicia de América y el Spirit King, que había logrado "resucitar" a los fantasmas de todos los condenados por el Espectro que había llevado al infierno, en su intento por convertir la misión del Espectro de la Redención, quedó debilitado su control sobre los condenados hasta que Hal "aceptaría" la misión original de la venganza. En Linterna Verde: Renacimiento, escrito por Johns, es la historia en la cual la decisión del Espectro involucraría sobre la elección de Hal Jordan como su anfitrión fue retroactiva de no ser debido a la dignidad de Jordan, sino que además fue parte de un esfuerzo por destruir la entidad Parallax, el cual aún permanecía infectado en el cuerpo y alma de Jordan. Después de que el espectro fue capaz de purgar a Parallax de Jordan, se fue con el fin buscar al siguiente destinatario del espíritu de la venganza.

#### Crisis Infinita: Día de la Venganza
Sin huésped humano, El Espectro se vuelve inestable y arma un alboroto sin control, expulsando furia de venganza como combustible. No sólo estaba matando criminales, sino que también empezó a matar a personas por delitos menores, como pequeños robos. debido a su falta de un huésped humano que le prive de la capacidad de juzgar con eficacia los pecados en su contexto más apropiado, y como se detalla en la miniserie Día de la Venganza, Jean Loring se transforma en el nuevo Eclipso. Ella va tras el Espectro y lo seduce para que elimine toda la magia del Universo DC. Eclipso le explica al Espectro que todas las cosas que siguen las reglas del universo físico siguen la ley de Dios. Cualquier cosa que rompa estas reglas también rompe la ley de Dios, y por lo tanto se convierte en maldad. Por consiguiente, como la magia rompe las reglas del universo físico, es una fuente del origen del mal (en esta línea de la lógica tiene sentido para el inestable Espectro). El Espectro entonces destruye las construcciones mágicas, las instituciones que enseñan magia, y las dimensiones mágicas. En una de estas dimensiones, sus actos incluyen el asesinato masivo de más de 700 magos poderosos y guerreros. Sus acciones causan estragos en algunos de los más poderosos personajes basados en la magia, como son:
- Phantom Stranger - El Espectro lo convierte en un ratón.

- Adán Negro - Pelea con El Espectro cuando el espíritu invade el reino de Khandaq y provoca plagas de la destrucción.

- Doctor Fate - Lo encarcela en una dimensión dentro de su casco.

- Madame Xanadu - Sus ojos son destruidos (y hacen incapaz que sean restaurados a través de la magia) por el El Espectro para que le impida la lectura de sus cartas mágicas del tarot.

- Raven - Ella ya no puede controlar correctamente sus poderes.

- El Mago Shazam - A pesar de la intervención de su campeón el Capitán Marvel, El mago Shazam (quien le da los poderes a Billy) resulta asesinado por el El Espectro y también destruye el reino mágico incendiando Atlantis (el hogar de Aquaman), durante su estado de ira incontenida.

En el Especial Cirsis Infinita: Día de la Venganza, El Espectro mata a NABÚ, el último de los grandes señores de la novena edad de la magia y pone su atención hacia la presencia, y finalmente es arrastrado a la acción. El espectro se ve obligado una vez más poseer un huésped humano, logrando detener sus locos actos de destrucción. NABÚ le revela que antes de morir, en un principio él y los otros señores habían estado trabajando para atraer al anfitrión perfecto para El Espectro, pero esos planes se truncaron.
El texto de la historia no es clara sobre los posibles candidatos. NABÚ (entidad introducida en 1942 como la poderosa entidad responsable de que Kent Nelson se convirtiese en el Doctor Fate) fue uno de los señores de la orden. Al parecer, el Espectro había matado a los otros miembros, junto con sus homólogos los Señores del Caos, con la excepción de Mordru y Ametyst (a quien se enfrentó en el mundo Gemworld). Ametyst es una de las personas reunidas por Phantom Stranger para ayudar en la reconstrucción de la Roca de la Eternidad, y sobrevive a la Décima Edad de la Magia.
Alexander Luthor también reveló que él era indirectamente responsable de las acciones del Espectro en el Día de la Venganza. Bajo las órdenes de Alexander Luthor, el Psico-Pirata le dio diamante de Eclipso a Jean Loring haciéndola manipular al Espectro para que la magia pudiese ser deshecha y la utilizase como combustible para el funcionamiento de la torre de Multiverso de Luthor.

#### Crispus Allen El Tercer Espectro
En Gotham central #38, Crispus Allen fue asesinado por un policía corrupto que por pura casualidad también se llamaba Jim Corrigan (no confundir a Jim Corrigan que con anterioridad estuvo asociado con El Espectro). Mientras que el cuerpo de Allen fue encontrado en el depósito de cadáveres, El Espectro se ve obligado contra su voluntad a entrar al cuerpo de Crispus Allen, logrando que Allen se convirtiera en su nuevo huésped.

##### Consecuencias Crisis Infinita: El Espectro
Más tarde la miniserie Consecuencias: Crisis Infinita: El Espectro, una miniserie de tres partes, continúa la historia narrada de Gotham Central y Crisis Infinita, donde se profundiza como Crispus Allen entabla una lucha personal contra el Espectro al cuestionar la labor como anfitrión del espíritu de la venganza y lo que conlleva a ser la responsabilidad del mismo, y como trata de impedir de llevar a cabo lo que en la conciencia del detective Allen considera como un crimen cuando este le obliga a ejecutar el papel de juez y verdugo al tratar de castigar a unos criminales y a los responsables de su muerte, mientras Batman aparece en un cameo investigando la muerte del detective.

##### Crisis Final

###### Crisis Final: Revelaciones
El Espectro es uno de los personajes principales de la miniserie Crisis Final: Revelaciones, donde la entidad del Espectro con su nuevo anfitrión Crispus Allen se vengaría por primera vez del Doctor Luz por todos sus crímenes contra la humanidad, luego de que este fuese enviado para promulgar la venganza de Libra por la muerte del Detective Marciano. Libra de alguna manera no se vería afectado por los poderes del Espectro que por poco lo destruye, pero el Espectro utilizaría sus poderes para poder escapar. Después, Allen juró que ya no haría lo que Dios dijo, intentando revocar su estatus de Espectro, sino que en cambio, sería llamado por Dios para llevar a cabo la venganza de su excompañera Renee Montoya por sus pecados.. Sin embargo sería detenido al intentar impartir juicio por Radiant, el Espíritu de Misericordia, otro servidor leal de "La Presencia", encargado de otorgar la misericordia de Dios a los seres arrepentidos o aquellos obligados a actuar en contra de la pureza sus intenciones. Radiant advirtió a Crispus Allen sobre el abuso en la utilización de sus poderes para que sus poderes los utilizase en una manera más responsable, cambiando el mundo como lo hizo el antiguo anfitrión del Espectro en lugar de representar la retribución de un alma a la vez. El perdón de Radiant hizo que Allen sufriera una crisis de fe, exigiendo saber por qué Renee fue perdonada mientras que Allen se vio obligado a matar a su propio hijo. Mientras tanto, en un mundo corrompido por Darkseid y la Ecuación Anti-Vida, el Culto del Crimen, una secta religiosa dedicada a la adoración de Caín, usó la Lanza del Destino, una misión descuidada por el mismo Allen (al que se le había encargado originalmente de recuperar el artefacto) mientras juzgaba a Montoya, ya que el culto buscaba resucitar el alma de Caín en el cuerpo de Vandal Savage. Caín accedería a dirigir sus fuerzas contra el Espectro en represalia por su maldición. Usando la Lanza del Destino, Caín apuñalaría al Espectro separando brevemente del cuerpo de Crispus Allen, matando efectivamente al huésped humano. El Espectro entonces sería sometido a las órdenes de Caín y el espíritu de Allen saldría de la escena y se le mostró visitando la tumba de su hijo. Cuando Montoya logró tomar la lanza de Caín y purificarla, logró libera al Espectro, Allen regresaría voluntariamente a su papel como anfitrión humano después de que Montoya usara la lanza para revivir a su hijo. Unidos, derrotaron a Caín y al Culto del Crimen. Allen agradeció a Montoya por su ayuda antes de que la Presencia llamara su presencia ante él y al Radiant para su próxima misión.
El Espectro y Radiant se ven más tarde en el último número de Crisis Final, después de haber sido derrotados por Mandrakk, el Monitor Oscuro.
Poco tiempo después, Crispus ayuda al aventurero inmortal conocido como Xombi al intentar rastrear al espíritu vengativo de un asesino en serie que está asesinando vampiros y otras criaturas sobrenaturales.

#### La noche Más Oscura
Durante los acontecimientos de La noche más oscura, Black Hand revela que el Espectro no debe interponerse en su camino para que el universo esté en paz. Por lo que recurre al Linterna Negro Pariah, desatando más anillos de color negro que se adhiera al cuerpo de Crispus, intentando convertirlo en un Linterna Negro y sellando al espectro dentro de su huésped. Cambiando a una versión gigante, el ahora Linterna Negro Espectro declara que quiere las cabeza de Hal Jordan. El Phantom Stranger y Blue Devil trabajan juntos en un intento por distraer al Espectro en su búsqueda de Hal Jordan. El Phantom Stranger logra liberar temporalmente al verdadero espectro, sólo para el Linterna Negro lo reprima de nuevo y desechando a Stranger y a Blue Devil, dejando que deje llevar a cabo su intención de cobrarle venganza sobre Hal Jordan.
En Ciudad Costera, Hal Jordan se encuentra con el linterna Negro Espectro. Usando el verdadero poder del verdadero Spectre para protegerse, se vuelve inmune con la combinación de las luces emocionales que usualmente destruyen a los Black Lanterns. Sabiendo que El Espectro le tiene miedo a Parallax, Jordan se deja poseer por la entidad el miedo temporalmente una vez más, con el fin de detenerlo. Los poderes del Espectro también se vuelven de interés para el Red Lantern Corps de Atrocitus, al sentir que la naturaleza real del espectro es la ira a pesar de estar influenciado por un anillo negro: una forma de expresión de la ira y la venganza. Atrocitus desea aprovechar el poder del espíritu de su cuerpo y de su propia venganza contra los Guardianes del Universo. Parallax derrama lágrimas en el cuerpo del linterna Negro, liberando el verdadero Espectro y destruyendo la maquinaciones de los Linternas Negros. Atrocitus intenta convertir al Espectro en su propia entidad de la ira, pero falla, el Espectro le dice que él es "la ira de Dios" y advirtiéndole que la verdadera entidad de la ira, no debe jugar con ella. Parallax luego intenta destruir al Espectro, al que utiliza su propio miedo de la entidad, junto con el amor Carol Ferris que siente por Hal, para poder separar a Parallax de su anfitrión. El Espectro confronta finalmente a Nekron, el amo de los Black Lanterns, pero descubre que Nekron no tiene alma y desaparece.

#### El Día Más Brillante
El espectro reaparece de nuevo con Crispus Allen como anfitrión, en las colinas de Montana buscando el rastro de Butcher, la entidad de los Red Lantern El Espectro entonces se enfrenta a Atrocitus una vez más cuando los dos localizan al Butcher, que está a punto de poseer un ser humano cuya hija había sido asesinada por un preso del una prisión conocida como el corredor de la muerte. A pesar de los intentos del Espectro por detenerlo, el Butcher tiene éxito, matando al criminal. The Butcher entonces intenta poseer a Atrocitus, revelando que Atrocitus tenía a una esposa e hijos que murieron en el ataque de los Manhunters. Con la ayuda del Espectro, saca de Atrocitus la entidad del Butcher y logran encarcelarlo dentro de la batería de poder. El Espectro intenta juzgar al hombre que poseía al Butcher, pero Atrocitus argumenta que su método de juicio está viciado. El Espectro suspende su juicio y es incapaz de juzgar a Atrocitus, descubriendo que su misión es de un santo, aunque advierte a Atrocitus que esto no va a durar para siempre.

#### "El Ascenso de Eclipso"
El Espectro más adelante reaparecería durante la historia de "Rise of Eclipso" de James Robinson en la Liga de la Justicia de América. En esta historia, Eclipso capturaría al ángel Zauriel y comenzaría a torturarlo para atraer la atención del Espectro. Este plan tiene éxito, mostrando el Espectro viajando a la luna para rescatar a Zauriel, solo para ser emboscado por Jade y los demás miembros de reserva de la Liga de la Justicia, que estaban bajo la influencia de Eclipso al lavarles el cerebro. Una vez que los héroes desgastan al Espectro, Eclipso se enfrenta a su antiguo némesis y aparentemente lo mata al dividir el Espectro en dos entidades. Eclipso posteriormente absorbe los inmensos poderes del Espectro, que luego utilizaría para destruir la luna con un solo golpe de su espada antes de intentar usarlos para cumplir su siniestra agenda. Eclipso al final sería derrotado por la reserva de la Liga de la Justicia.

### Los nuevos 52/DC: Renacimiento
Tras los acontecimientos de Flashpoint, el Multiverso fue reiniciado, lo que significó el reinicio de la continuidad como tal. Entonces, la nueva versión del detective Jim Corrigan fue reiniciada como detective de la policía de Ciudad Gótica, cuya novia fue secuestrada, y él fue guiado por Phantom Stranger por instrucciones de la voz para la búsqueda de los criminales. Jim Corrigan lidera la persecución llevándolo a una bodega abandonada donde mantienen secuestrada a su novia, pero esto resulta ser una trampa. Jim Corrigan y su novia son asesinados por los secuestradores y luego de ciertos acontecimientos se transforma en El Espectro, a quien acusa al Phantom Stranger de haberlo traicionarlo. A medida que El Espectro está a punto de atacar el Phantom Stranger, La Voz interviene y envía al Espectro lejos de infligir su ira sobre aquellos que son realmente merecedores de la ira del Espectro.
Se puso de manifiesto que "La Voz" lo eligió como lo hizo con el Phantom Stranger siendo el espejo de su deseo de la impartición de la justicia (aunque Corrigan cree fielmente en la intención de la venganza) por lo que lo posee poderes divinos. Jim vuelve a trabajar como detective de la policía en la ciudad de Gotham, pero su rabia le hace practicar la venganza en lugar de la justicia en su alter ego como El Espectro. El Phantom Stranger ataca la comisaría de Corrigan, convencido de que Corrigan fue quien secuestró a su familia por venganza.
Después de los intercambios de golpes verbales y físicos, "La Voz" interviene entre la disputa entre los dos en la forma de un Terrier escocés (con su sentido del humor) y le informa al Stranger sobre de su error, mostrándole el camino correcto. "La Voz" también le dice a Corrigan su correcta forma de ser y su misión, lo que le da cuenta de que está destinado a la misión de justicia, y no a la ira.
Además, Jim/El Espectro fueron hasta Myanmar para castigar a John Constantine por su vida de pecados, incluida la muerte del amigo de Jim, Chris. Sabiendo del Espectro, Constantine conocía su destino pero lograría convencer a Jim de que le permitiera continuar su misión contra los malvados hechiceros del mundo. Corrigan juró que volvería a recoger el alma de Constantine después de su muerte.
Más tarde, Batman llama a Jim Corrigan y a Batwing para investigar dentro del Asilo Arkham porque creyó que algo sobrenatural estaba ocurriendo y que ya estaba ocupado tratando de poner fin a una violenta guerra de pandillas en Gotham. Jim y Batwing investigarían y descubren a un demonio llamado Deacon Blackfire al mando de un ejército de humanos corruptos y demonios en las alcantarillas que se encuentran bajo el asilo.
Corrigan finalmente se uniría a un Grupo de trabajo de casos detallados de ciudad Gótica, un pequeño recinto responsable encargado de investigar eventos sobrenaturales.

## Poderes y habilidades
El Espectro tiene todas las capacidades de un dios, incluyendo entre otras la manipulación del tiempo y el espacio, el control sobre toda la materia, invulnerabilidad, y una fuerza sin límites. Prácticamente todo lo que desee hacer a quienes juzga es posible. No tiene ninguna debilidad discernible aparte de la necesidad de un huésped humano para poder ser un juez justo e imparcial, aunque ha llegado a ser engañado antes por el Psico-Pirata y Eclipso. El espectro es inmune a la mayoría de fuentes de daño, pero puede ser herido por magia poderosa. A pesar de que es generalmente considerado como el meta humano más poderoso del Universo DC en cuanto a habilidades, el Espectro no daña a gente inocente (a menos que sea engañado para hacerlo). Por lo general, es inmune al control mental. En el arco de la historia Blackest Night Atrocitus trató de esclavizarlo con un anillo de poder rojo, pero el Espectro no lo permitió, afirmando que su furia viene de un poder superior y no puede ser controlada por un mero mortal (su corrupción realizada por los Black Lantern Corps sólo fue posible porque los anillos negros estaban controlando a Crispus Allen, el último huésped del Espectro, más que al propio Espectro).

### Debilidades
- Suficiente Poder Mágico: El Espectro puede ser lesionado o incluso destruido si se utiliza suficiente magia poderosa; por ejemplo si se le apuñala con la lanza del destino

- Limitaciones divinas: La Presencia Divina puede imponer límites a lo que el Espectro es capaz de hacer, y de hecho le forzó a necesitar un anfitrión mortal.

- Leyes divinas: Hay ciertos límites que el Espectro no debe cruzar. Si lo hace, se enfrenta al castigo de la Presencia. Cuando el Espectro mató a NABÚ, la Presencia tomó represalias.

- Poder Finito: El poder del Espectro es grande pero no ilimitado. Si el Espectro realiza un acto de magia suficientemente poderoso, su poder disminuye y se vuelve vulnerable a la magia por tanto tiempo como dure el acto. Un ejemplo de esto fue cuando el Espectro creó un cuerpo vivo para Jim Corrigan.

- La Lanza del Destino: Durante Crisis Final: Revelaciones #1-5 (del mes de octubre, noviembre y diciembre del 2008 a enero y febrero del 2009),[55] se revela gracias a las consecuencias de la Cuenta Atrás para Crisis Final: La Biblia del Crimen, que utilizando la Lanza del Destino puede ser sometido, como lo hizo el "Culto del Crimen" cuando revivió a Caín en el cuerpo de Vandal Savage.

## Versiones alternativas

### Kingdom Come
En la serie Kingdom Come, miniserie de cuatro partes El Espectro sigue teniendo el alma humana de Jim Corrigan poseyéndolo como anfitrión, este mismo protagoniza la historia, en la cual, es proveído de los poderes angélicos de Dios. La historia, que se centra en un futuro mundo apocalíptico, El Espectro ayuda a guiar al predicador Norman McCay a través de los acontecimientos de un posible futuro oscuro del Universo DC. Aquí, El Espectro determina quién es el responsable de un inminente evento apocalíptico. Sin embargo, aquí sus facultades no son lo que eran antes, y se dice que necesita una perspectiva externa para juzgar adecuadamente los hechos que han sido testigos.
Una conversación entre McCay y Deadman revela que con el paso del tiempo, Corrigan se ha convertido en un ser que cada vez está más y más alejado de la humanidad, y que ahora está vestido sólo con su manto para cubrir el cuerpo desnudo de otra manera. Se le recordó a McCay que su humanidad era la forma de ver las cosas a través de la perspectiva de como el hombre que una vez fue y decide nadie tiene la culpa. Corrigan se convierte en un miembro de la congregación de McCay y se convierten en amigos.
En el epílogo ambientado en un restaurante de temática de superhéroes, expresa la irritación que la comida que lleva su nombre, "el plato del Espectro", es una mezcla de espinaca y queso cottage.

### Injusticia: Dioses entre nosotros (Cómic)
EL Espectro tiene una aparición al final del tercer capítulo del tercer año del cómic del videojuego Injusticia: Dioses entre nosotros, atacando la casa de Jason Blood donde John Constantine y Batman se han reunido con sus aliados, aparentemente matando al antiguo humano y al detective Harvey Bullock al mismo tiempo. Más tarde, Batman lo confrontaría brevemente, en un intento por restablecer su confianza después de que Superman le rompiera la espalda. Más tarde se enfrentaría a Ragman y Deadman, también dejando en claro que se alineaba con el régimen de una tierra gobernada por Superman. También está fuertemente implícito que alguien más usurpó el manto de Jim Corrigan, el original Espectro, mientras Deadman intentaría hablar con Corrigan, pero descubre que el huésped de Espectro no es Corrigan. Habiendo heredado los poderes de Deadman, el difunto Dick Grayson aparece ante Batman, informándole que Corrigan fue encontrado en Arkham Jokerizado por alguna forma de magia (Batman creyó brevemente que el Joker se había convertido en el nuevo anfitrión del Espectro). Superman y la Mujer Maravilla posteriormente serían rescatados de un Trigon enojado debido al hecho de que Míster Mxyzptlk intentó hacerse pasar por el Espectro.

### Otras versiones
- Espectro apareció en los cómics de la serie animada Justice League Unlimited #37, y estaba fuera de control debido al control del Espíritu por parte de Tala.

- En el Universo del sello Tangent Comics, El Espectro es un hombre llamado Taylor Pike, un niño genio que fue bombardeado un día a sí mismo con energía de neutrinos, y se ganó el derecho de ser intangible. Al principio inició como un pequeño criminal, pero que más tarde se unió a los Seis Secretos.

- Hay versión alternativa del Espectro en Tierra-2 que aparece en el JSA Annual #1 (2008),[56] así como una versión maligna del El Espectro de Tierra-3 que aparece Cuenta Atrás a la Crisis Final # 31 (2008)[57] siendo miembro del Sociedad del Crimen de América. Ambas versiones tienen un aspecto similar a la versión de la época dorada.

## En otros medios

### Televisión

#### Animación
El Espectro aparece en Batman: The Brave and the Bold, con la voz de Mark Hamill. En el episodio "El frío de la Noche", El Espectro y Phantom Stranger tienen una oferta cuando se trata de que Batman se entere de que Joe Chill fue el asesino de Thomas Wayne y Martha Wayne. Regresó en el teaser del episodio "Gorillas in Our Midst!" en el que ayudó a Batman a localizar al Profesor Milo. Después de que Batman se fue, el Espectro convirtió a Milo en queso y liberó a las ratas de laboratorio.que pronto se comen a Milo (fuera de pantalla). Más tarde, el espectro hace una aparición no hablada en el episodio "Crisis: ¡22,300 millas sobre la Tierra!" donde aparece junto a la Sociedad de la Justicia de América.

#### Acción en vivo
- El Espectro aparece en la serie de acción real Smallville. Se le ve en el episodio "Absolute Justice" a través de una pintura que cuelga en el salón de la Sociedad de la Justicia de América.
- Fox anunció en 2011 planes para desarrollar una serie de televisión con el Espectro.[59] No ha habido más desarrollo.

#### Arrowverso
- Jim Corrigan aparece en Constantine, interpretado por Emmett Scanlan. Es un detective de la policía de Nueva Orleans que se lanza al mundo de lo sobrenatural después de presenciar un fantasma que asesina a una mujer. Detiene por error a John Constantine después de que Constantine alerta a la policía sobre un segundo asesinato fantasmal antes de que suceda. Corrigan ayuda a Constantine, Zed y Papa Midnite a vencer a los ghouls. Zed tiene una visión de Corrigan sangrando por múltiples heridas y envuelto en un resplandor verde que envuelve su cabeza y ondula hacia el suelo. En "Esperando al hombre", Constantine y Zed ayudan a Jim con un caso de secuestro de niños. En última instancia, capturan al hombre responsable, a quien Constantine convence a Jim de que mate. Zed comparte con Jim sus visiones recurrentes de su desaparición.[60]
- Una versión de Jim Corrigan de una Tierra no especificada hace una aparición en el evento crossover Arrowverso "Crisis on Infinite Earths", interpretado por Stephen Lobo. Aparece en el Purgatorio para pasar el poder del Espectro a Oliver Queen para que pueda salvar el multiverso del Anti-Monitor después de que Lucifer Morningstar ayudó a John Constantine a rescatar el alma de Oliver.[61] Después de que Jim entrena a Oliver, este último desbloquea a Barry Allen que es el verdadero potencial para ayudar a los Paragons a escapar del Punto de Fuga. Los Paragons luego impiden que Mar Novu retroceda en el tiempo y sin darse cuenta suelte el Anti-Monitor antes de enfrentarse a las fuerzas del ser malévolo mientras Oliver usa el poder del Espectro para derrotar al Anti-Monitor, a costa de su vida resucitada.

### Cine
- De acuerdo a lo que planeaba Guillermo del Toro,[62] estuvo considerando que entre sus planes para una adaptación cinematográfica del personaje sería como miembro del supergrupo del cómic de la Liga de la Justicia Oscura, el cual de momento sólo se le conoció como Dark Universe.[63][64][65][66][67][68]
- Aparición en un cortometraje llamado DC Showcase: The Spectre,[69] un corto de animación escrito por Steve Niles, fue incluido en el lanzamiento en DVD de la película Justice League: Crisis on Two Earths. lanzado el 23 de febrero de 2010, es el primer corto de animación de las series DC Showcase.[70]
- El Espectro tuvo un debut a modo de cameo en la pantalla grande con la película de animación de los Teen Titans Go! to the Movies. Aparece como uno de los muchos superhéroes que obtuvieron su propia película.

### Videojuegos
- Es un personaje jugable del videojuego DC Universe Online.
- El Espectro es mencionado en Injustice 2 por Enchantress diciendo que le teme.
- El Espectro aparecerá como un personaje jugable en Lego DC Super-Villains, como parte del "Paquete DLC de personajes oscuros de la "Liga de la Injusticia".[71]

### Varios
- El Espectro tuvo otras apariciones, como en el cómic basado en la serie de Televisión de la Liga de la Justicia Ilimitada, justamente en el # 37, apareciendo fuera de control debido al control ejercido por el espíritu Tala.
- Aunque no se menciona en Suicide Squad: Hell to Pay, en el cómic de la película de animación del mismo nombre, que actúa como una secuela de la película, revela que el Espectro es el encargado que en el futuro será el que tomará el alma de Amanda Waller una vez que muera; ya que aparentemente fue la razón por la que Waller estaba desesperada por obtener la tarjeta "Get Out of Hell Free" en la película.

## Recepción y premios
- El personaje ganó el Premio Alley de 1961 como el Héroe de más digno de renacimiento y el Premio de 1964 Alley for Strip como el más deseado revivido.
- IGN lo clasificó como el 70° mayor superhéroe de todos los tiempos.[72]